# 뤼크 프리덴

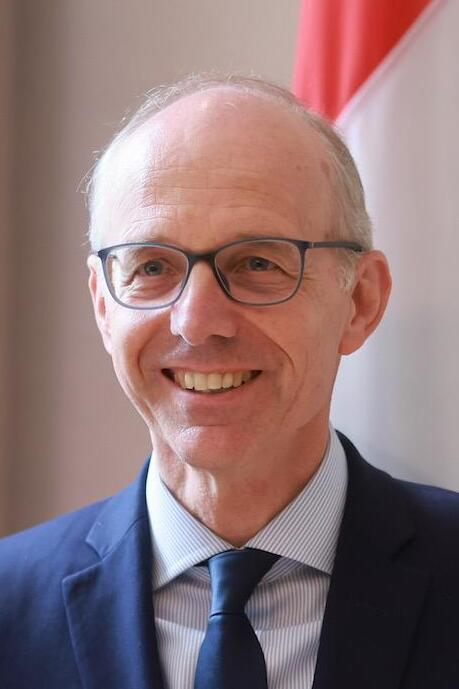
2024년 모습

뤼크 프리덴(Luc Frieden, 룩셈부르크어 발음: [luk ˈfional.dən], 1963년 9월 16일 ~ )은 룩셈부르크의 정치인이자 변호사로, 2023년 11월부터 룩셈부르크의 제25대 총리를 맡고 있다. 기독사회인민당(CSV)의 일원인 그는 1998년부터 2013년까지 룩셈부르크 정부에서 여러 내각 직책을 맡았으며, 특히 프랑에서 유로로 전환하는 동안 재무부 장관을 역임했고, 유럽 국가 부채 위기 기간 동안에는 재무부 장관을 역임했다. 프리덴은 룩셈부르크 상공회의소와 유럽 상공회의소의 기업 연합인 유로샹브르의 회장이었다.
2023년 초, 10월 총선에서 CSV의 주요 후보로 당선됐다. 그는 자신의 당을 승리로 이끌었고, 득표율을 약간 높여 21석을 유지했으며, 현직 제2기 베텔 정부는 녹색당의 쇠퇴로 인해 과반수를 잃었다. 결과적으로 그는 2023년 10월 9일 앙리 대공에 의해 정부를 구성하도록 임명되었고, 11월 17일 그자비에 베텔의 뒤를 이어 총리가 되었다.